# شاحنة مصفحة
شاحنة مصفحة (بالإنجليزية: Armored car)‏ هي شاحنة مدرعة تستخدم في نقل الأشياء الثمينة مثل كميات كبيرة من المال (خاصة في بنوك وشركات التجزئة) وبالعادة تكون الشاحنة متعددة المهام لضمان حماية الأفراد والمحتويات التي تنقلها.الشاحنة المصفحة تكون مضادة للرصاص ويمكن تتحمل درجات عالية من الحرارة.

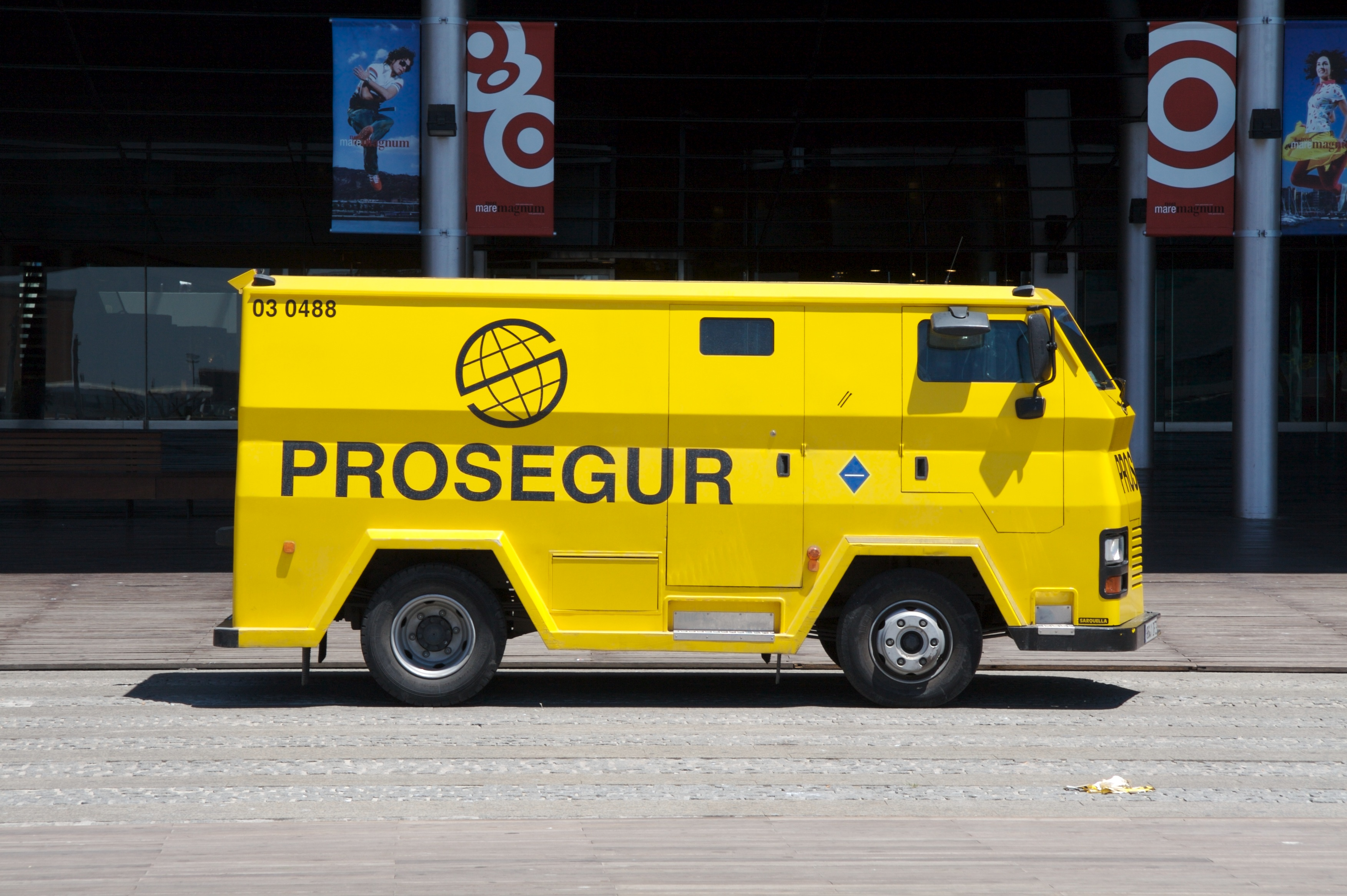
شاحنة مصفحة في برشلونة